# Primærrute 8
Primærrute 8 är en cirka 139 km lång väg (primærrute) i Danmark. Den börjar från E20, strax nordväst om Nyborg på Fyn och går över ön till färjeläget i Bøjden. Därifrån går färjeförbindelse till Als. Den fortsätter därifrån över till Jylland där den går parallellt med gränsen till Tyskland tills den når primærrute 11 något sydöst om Tønder. Vägen trafikeras av 2-5 000 fordon per dygn längs större delen av sträckan, med tätare trafik när den går över Als och i de östra delarna av Jylland.

## Trafikplatser
|  | Nr | Namn    | Skyltning                 |
|  | -- | ------- | ------------------------- |
|  |    | Kliplev | E 45 8 Flensborg, Kolding |
|  | 15 |         | 170 481 Søgård            |
|  | 14 |         | Gråsten                   |
|  | 13 |         | Avnbøl                    |
|  | 12 |         | Vester Sottrup            |
|  | 11 |         | 401 Dybbøl                |
|  | 10 |         | 41 Sønderborg V           |